# Киматолега
Киматолега (грч. Κυματοληγη) је у грчкој митологији била нимфа.

## Етимологија
Њено име значи „тиши талас“.

## Митологија
Неки извори је сврставају у Нереиде, али према другима, она иако је доведена у везу са њима, није једна од њих. Радије је изједначавају са Кимополејом, кћерком Посејдона и Амфитрите. Обе нимфе је поменуо Хесиод у теогонији.